# Великий Архиерей
Вели́кий Архиере́й — символическое именование Иисуса Христа, основанное на ветхозаветном пророчестве («Ты священник вовек по чину Мелхиседека» (Пс. 109:4)), комментируемом апостолом Павлом («наречен от Бога Первосвященником по чину Мелхиседека» (Евр. 5:10)). Также упоминается у Захарии: «И показал он мне Иисуса, великого иерея, стоящего перед Ангелом Господним, и сатану, стоящего по правую руку его, чтобы противодействовать ему» (Зах. 3:1).

## В искусстве
В иконописи Великий Архиерей — изображение Христа в архиерейском одеянии, которое встречается как самостоятельно, так и в сочетании с другими символическими изображениями. Так, существует устойчивая иконография Царя Царем — Великого Архиерея, сочетающая царский и священнический титулы Христа (происходит от слов апостола Павла — «во-первых, по знаменованию [имени] царь правды, а потом и царь Салима, то есть царь мира» (Евр. 7:2)).
В киевском соборе Святой Софии в апсиде над Горнем местом находится мозаическое изображение Христа Священника в круглом медальоне. Христос изображается почти безбородым молодым человеком, на Его голове выстрижено гуменцо. Фреска «Христос Иерей» входила в цикл росписей Церкви Спаса на Нередице (в нише под нижним окном алтарной апсиды). Изображения Христа Священника не прослеживаются позднее XIII века, далее их сменяет иконографический тип Спаса Великого Архиерея. Размещение образов в алтарной апсиде указывает на направленность изображений священнослужителям. Очевидно, одна из функций образа — служить напоминанием того, что священник в ходе литургии символизирует собой (является живой иконой) Христа.

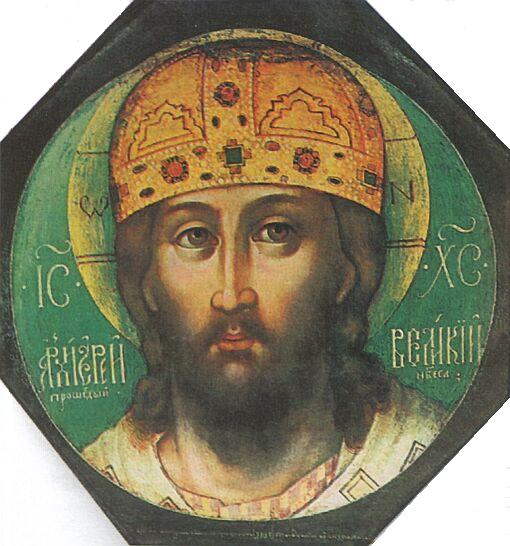
Великий Архиерей. Симон Ушаков
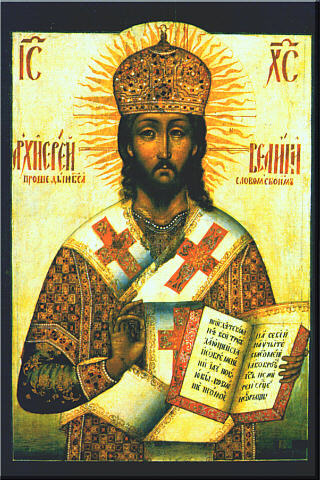
Спас Архиерей Великий. Конец XVII века
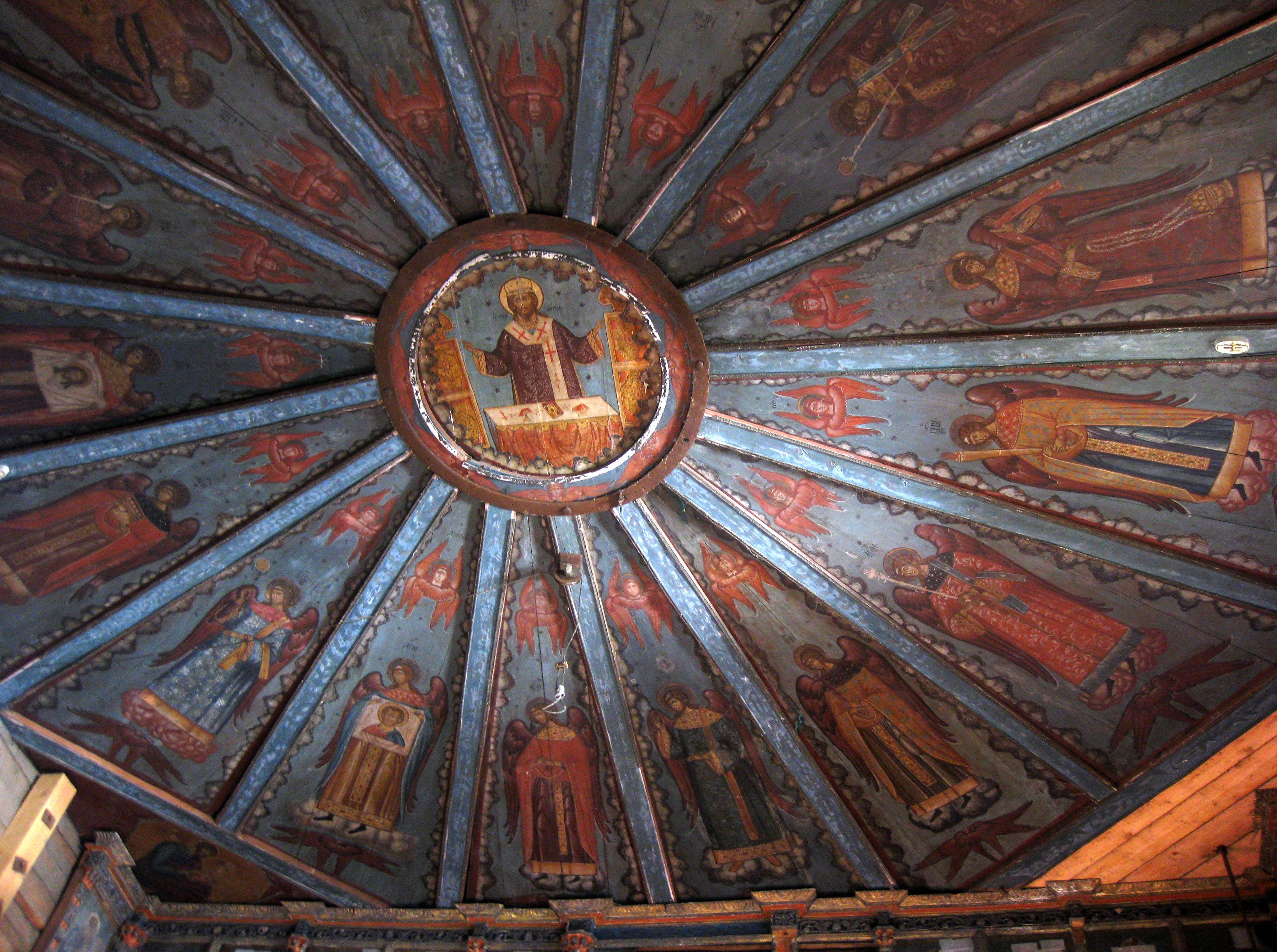
«Небесная литургия». Расписное небо церкви Успения Богородицы в Кондопоге (1774 г.). Центральный медальон — Спас Великий Архиерей